# HAPPY (三代目J Soul Brothers from EXILE TRIBEの曲)
「HAPPY」（ハッピー）は、三代目 J Soul Brothers from EXILE TRIBEの通算21枚目のシングルである。2017年3月8日にrhythm zoneから発売された。

## 概要
- 前作「Welcome to TOKYO」から4か月ぶり、2017年第一弾シングル。「CD+DVD」と「CDのみ」の2形態での発売で、初回盤はいずれもスリーブケース仕様。
- 表題曲「HAPPY」の歌詞は今市隆二と小竹正人による共作で、シングル表題曲にメンバーが参加したのは今作が初。
- DVDには、表題曲のミュージックビデオを収録。カップリング曲「J.S.B. LOVE」のミュージックビデオは、後に発売するベスト・アルバム『THE JSB WORLD』DVD/Blu-rayに初収録された。
- 「HAPPY」は、6年連続6回目の出場となった『第68回NHK紅白歌合戦』での歌唱楽曲。紅白のためにアレンジし直した「HAPPY ～紅白スペシャルバージョン～」として披露[3]。

## チャート成績
- 2017年3月20日付のオリコン週間シングルランキングで、初週10.1万枚を売り上げて初登場1位を獲得した。シングルランキングの首位獲得は、「Summer Madness」以来、3作ぶりで通算5作目。デビューシングル「Best Friend's Girl」から21作連続でシングルTOP10入りとなった[4]。
- 2017年3月20日付のBillboard Japan Hot 100で、初登場1位を獲得した。1位獲得は「Summer Madness」以来3作ぶりで通算5作目[5]。
- Billboard Japan Hot 100を構成するデータのうちダウンロード、Twitter、週間動画再生数のみを集計したチャートBillboard Japan Hot Buzz Songでは、同年3月20日付で初登場首位を獲得した。
- Googleが発表したYouTube Rewind 2017の「2017年トップトレンド音楽動画（日本）」で24位を記録した[6]。

## 収録曲

### CD
1. HAPPY [3:09]
作詞：今市隆二, 小竹正人、作曲：Albi Albertsson, Pete Boyes, Manabu Marutani、編曲：MUSSASHI
  - 日本テレビ系土曜ドラマ『スーパーサラリーマン左江内氏』主題歌。三代目 J Soul Brothersとしては「SO RIGHT」以来約3年ぶりとなるドラマ主題歌。
  - 本作の発売が発表された当初、公式サイトや各ECサイトなどでは「Happy?」と表記されていた[7]。
2. J.S.B. LOVE [4:43]
作詞：STY, CRAZYBOY、作曲：T.Kura, STY
  - 日本テレビ系『スッキリ!!』3月テーマソング。
3. HAPPY（Instrumental）
4. J.S.B. LOVE（Instrumental）

### DVD
1. HAPPY（Music Video）

## 収録アルバム
| 収録アルバム          | 楽曲        | 曲順 |
| --------------------- | ----------- | ---- |
| THE JSB WORLD(DISC-3) | HAPPY       | 14   |
| THE JSB WORLD(DISC-3) | J.S.B. LOVE | 15   |
| FUTURE(DISC-1)        | HAPPY       | 2    |
| FUTURE(DISC-1)        | J.S.B. LOVE | 4    |